# New St. Mirren Park
New St. Mirren Park – stadion piłkarski położony w Paisley w Szkocji. Swoje mecze rozgrywa tu zespół St. Mirren występujący w Scottish Premier League, najwyższej klasie rozgrywkowej w kraju. Ten w pełni zadaszony i posiadający wszystkie miejsca siedzące obiekt może pomieścić 8 016 kibiców.

## Inauguracja
Stadion został oficjalnie otwarty w dniu 31 stycznia 2009 r. przez prezesa klubu, Stewarta Gilmoura i Pierwszego Ministra Szkocji, Alexa Salmonda tuż przed inauguracyjnym meczem St. Mirren - Kilmarnock. Spotkanie to zakończyło się remisem 1-1. Pierwszą bramkę na nowym stadionie zdobył napastnik gości, Kevin Kyle, a w tym samym meczu zawodnik gospodarzy, Dennis Wyness zdobył pierwszego gola dla St. Mirren na nowym obiekcie.

## Trybuny
Stadion posiada cztery trybuny:
- Główna Trybuna (Main Stand) - pojemność: 2 228
- Trybyna Zachodnia (West Stand) - pojemność: 2 516
- Trybuna Północna (North Stand) - pojemność: 1 629; przeznaczona dla kibiców gości
- Trybuna Południowa (South Stand) - pojemność: 1 633

## Rekordowa frekwencja
Jak dotąd najwięcej kibiców zjawiło się na meczu inaugurującym nowy stadion, rozgrywanym w ramach Scottish Premier League
- 7 542, St. Mirren - Kilmarnock (1:1), Scottish Premier League, 31 stycznia 2009.

## Ważne mecze
- 31 stycznia 2009 - St. Mirren - Kilmarnock, pierwszy mecz na nowym obiekcie, wynik: 1:1
- 19 lutego 2009 - St. Mirren - Motherwell, pierwsze zwycięstwo na nowym obiekcie, wynik: 1:0[1]
- 7 marca 2009 - St. Mirren - Celtic, pierwsze zwycięstwo nad Celticiem od 1989 roku, wynik: 1:0[2]
- 8 kwietnia 2009 - St. Mirren - Rangers, pierwsze zwycięstwo gości na nowym obiekcie, wynik: 1:2